# امعظيبة

تعديل مصدري - تعديل

امعظيبة هي إحدى قرى عزلة جيشان بمديرية جيشان التابعة لمحافظة أبين، بلغ تعداد سكانها 86 نسمة حسب تعداد اليمن لعام 2004.